# Mallare
Mallare je italská obec v provincii Savona v oblasti Ligurie. Nachází se přibližně 50 kilometrů západně od Janova a asi 15 kilometrů severozápadně od Savony.
Mallare sousedí s následujícími obcemi: Altare, Bormida, Calice Ligure, Carcare, Orco Feglino, Pallare a Quiliano.